# Saint-Michel-de-Veisse
Saint-Michel-de-Veisse é uma comuna francesa na região administrativa da Nova Aquitânia, no departamento de Creuse. Estende-se por uma área de 15,57 km². Em 2010 a comuna tinha 165 habitantes (densidade: 10,6 hab./km²).